# Глен Форд
Глен Форд (на английски: Glenn Ford) е канадско-американски актьор. 

## Биография
Роден е на 1 май 1916 г. в град Квебек, Канада.

### Кариера
Известен е с пресъздаването на образи на обикновени мъже при необичайни обстоятелства. Форд е сред най-известните звезди по време на Златната ера на Холивуд през 1940-те, 1950-те и 1960-те години. Кариерата му продължава повече от 50 години. Играе в различни жанрове филми, някои от най-значимите му роли са в Гилда (1946) и Голямата жега (1953) и средношколския филм Училищна джунгла (Angst Blackboard Jungle) (1955). Въпреки това, за ролите си в комедии и уестърни той получава три номинации за Златен глобус за най-добър актьор в комедия, спечелвайки за Джоб пълен с чудеса Pocketful of Miracles (1961). Той също така играе поддържаща роля като осиновител на Кларк Кент в Супермен (1978).
Пет от неговите филми са избрани за Националния филмов регистър от Библиотеката на Конгреса като „културно, исторически или естетически“ значими: Гилда (1946), Голямата жега (1953), Училищна джунгла (1955), 3:10 до Юма (1957) и Супермен (1978).

### Смърт
Форд се оттегля от актьорството през 1991 г., на 75-годишна възраст, след сърдечни и кръвоносни проблеми. Претърпява поредица от леки инсулти, които го оставят в немощно здраве през годините, водещи до смъртта му. Умира в дома си в Бевърли Хилс на 30 август 2006 г., на 90-годишна възраст. 

## Избрана филмография
| Година | Филм          | Оригинално заглавие | Роля          | Режисьор      |
| ------ | ------------- | ------------------- | ------------- | ------------- |
| 1941   | Тексас        | Texas               | Тод Рамзи     | Джордж Маршал |
| 1953   | Голямата жега | The Big Heat        | Джубал        | Фриц Ланг     |
| 1955   | Жестоки хора  | The Violent Men     | Джон Париш    | Рудолф Мате   |
| 1956   | Джубал        | Jubal               | Джубал        | Делмар Дейвс  |
| 1958   | Каубой        | Cowboy              | Том Рийс      | Делмар Дейвс  |
| 1959   | Беседката     | The Gazebo          | Елиът Неш     | Джордж Маршал |
| 1978   | Супермен      | Superman            | Джонатан Кент | Ричард Донър  |